# 測量員公式
測量員公式（英語：Surveyor's formula），又稱為鞋帶公式（英語：Shoelace formula）、測量師公式、高斯面積公式，是用來計算笛卡兒平面上的任意多邊形面積的一個公式。內容如下：給定座標平面上{\displaystyle n}個點的座標（依逆時針順序）{\displaystyle A_{1}(x_{1},y_{1}),A_{2}(x_{2},y_{2}),A_{3}(x_{3},y_{3}),\dots ,A_{n}(x_{n},y_{n})}，此{\displaystyle n}個點所圍成的{\displaystyle n}邊形之面積{\displaystyle S={\frac {1}{2}}{\begin{vmatrix}x_{1}&x_{2}&x_{3}&{...}&x_{n}\\y_{1}&y_{2}&y_{3}&{...}&y_{n}\end{vmatrix}}={\frac {1}{2}}\left({\begin{vmatrix}x_{1}&x_{2}\\y_{1}&{y_{2}}\end{vmatrix}}+{\begin{vmatrix}x_{2}&x_{3}\\y_{2}&{y_{3}}\end{vmatrix}}+...+{\begin{vmatrix}x_{n-1}&x_{n}\\y_{n-1}&{y_{n}}\end{vmatrix}}+{\begin{vmatrix}x_{n}&x_{1}\\y_{n}&{y_{1}}\end{vmatrix}}\right)}
{\displaystyle ={\frac {1}{2}}\left[(x_{1}y_{2}-x_{2}y_{1})+(x_{2}y_{3}-x_{3}y_{2})+\dots +(x_{n-1}y_{n}-x_{n}y_{n-1})+(x_{n}y_{1}-x_{1}y_{n})\right]}。

## 使用範例

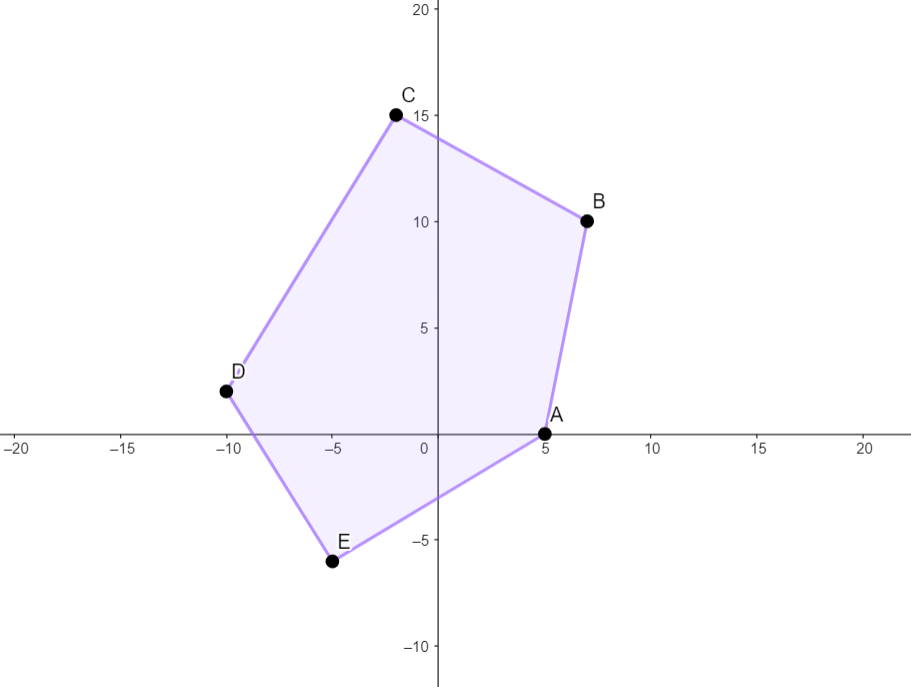
座標平面上的五個點所圍成的五邊形。

如右圖，{\displaystyle ABCDE} 為一個五邊形。其座標（已依照逆時針順序排序）分別為{\displaystyle A(5{,}0){,}B(7,10){,}C(-2,15){,}D(-10,2){,}E(-5{,}-6)}。則由測量員公式可知，此五邊形之面積為{\displaystyle S_{ABCDE}={\frac {1}{2}}{\begin{vmatrix}5&7&-2&-10&-5&5\\0&10&15&2&-6&0\end{vmatrix}}}{\displaystyle ={\frac {1}{2}}[5\times 10-0+7\times 15-(-2)\times 10+(-2)\times 2-(-10)\times 15+(-10)\times (-6)-(-5)\times 2-5\times (-6)]}
{\displaystyle =210.5}